# Самбет Саттаров
Самбет Саттаров (каз. Сәмбет Саттаров, до 2021 г. — Орджоникидзе) — село в Келесском районе Туркестанской области Казахстана. Входит в состав Ошактинского сельского округа. Код КАТО — 515477700.

## Население
В 1999 году население села составляло 1170 человек (611 мужчин и 559 женщин). По данным переписи 2009 года, в селе проживали 1834 человека (927 мужчин и 907 женщин).